# Coupe de l'EHF féminine 2018-2019
Navigation
Coupe de l'EHF 2017-2018 Coupe de l'EHF 2019-2020
La Coupe de l'EHF 2018-2019 est la trente-huitième édition de la Coupe de l'EHF féminine, compétition de handball créée en 1981, organisée par la Fédération européenne de handball (EHF) et considérée comme le deuxième échelon européen.
Le SCM Craiova est le tenant du titre.

## Phase de qualification
- UHC Stockerau
- HC Azersu
- HŽRK Grude Autoherc
- BNTU Minsk
- ŽRK Lokomotiva Zagreb
- Youth Union of Athienou
- DHC Slavia Prague
- Viborg HK
- Mecalia Atlético Guardes
- Paris 92
- TuS Metzingen
- Váci NKSE
- Maccabi Arazim Ramat Gan
- KHF Shqiponja Gjakove
- Handball Käerjeng
- ŽRK Metalurg Skopje
- SV Dalfsen
- SS/VOC Amsterdam
- Fredrikstad Ballklubb
- MKS Lublin
- Zvezda Zvenigorod
- Iuventa Michalovce
- LC Brühl Handball
- LK Zug Handball
- SPONO Eagles
- Höörs HK H 65
- Kastamonu Belediyesi GSK
- SC Galytchanka Lviv

### Premier tour
| Date Aller        | Club                     | Aller   | Total   | Retour  | Club                     | Date Retour       |
| ----------------- | ------------------------ | ------- | ------- | ------- | ------------------------ | ----------------- |
| 15 septembre 2018 | MKS Lublin               | 27 – 21 | 57 – 47 | 30 – 26 | HC Azersu                | 16 septembre 2018 |
| 8 septembre 2018  | ŽRK Metalurg Skopje      | 15 – 31 | 26 – 64 | 11 – 33 | Paris 92                 | 9 septembre 2018  |
| 8 septembre 2018  | Zvezda Zvenigorod        | 30 – 24 | 58 – 47 | 28 – 23 | LK Zug Handball          | 16 septembre 2018 |
| 8 septembre 2018  | SS/VOC Amsterdam         | 24 – 37 | 50 – 67 | 26 – 30 | Iuventa Michalovce       | 9 septembre 2018  |
| 15 septembre 2018 | Viborg HK                | 33 – 22 | 66 – 44 | 33 – 22 | SC Galytchanka Lviv      | 16 septembre 2018 |
| 15 septembre 2018 | BNTU Minsk               | 33 – 17 | 62 – 33 | 29 – 16 | Handball Käerjeng        | 16 septembre 2018 |
| 14 septembre 2018 | HŽRK Grude Autoherc      | 24 – 43 | 41 – 90 | 17 – 47 | TuS Metzingen            | 15 septembre 2018 |
| 15 septembre 2018 | SPONO Eagles             | 35 – 14 | 71 – 28 | 36 – 14 | KHF Shqiponja Gjakove    | 16 septembre 2018 |
| 15 septembre 2018 | Mecalia Atlético Guardes | 42 – 09 | 83 – 21 | 41 – 12 | Youth Union of Athienou  | 16 septembre 2018 |
| 15 septembre 2018 | SV Dalfsen               | 27 – 28 | 43 – 54 | 16 – 26 | Fredrikstad Ballklubb    | 16 septembre 2018 |
| 8 septembre 2018  | Höörs HK H 65            | 22 – 18 | 45 – 37 | 23 – 19 | ŽRK Lokomotiva Zagreb    | 15 septembre 2018 |
| 16 septembre 2018 | DHC Slavia Prague        | 32 – 23 | 56 – 53 | 24 – 30 | UHC Stockerau            | 8 septembre 2018  |
| 15 septembre 2018 | LC Brühl Handball        | 19 – 31 | 46 – 58 | 27 – 27 | Kastamonu Belediyesi GSK | 16 septembre 2018 |
| 15 septembre 2018 | Váci NKSE                | 39 – 27 | 84 – 54 | 45 – 27 | Maccabi Arazim Ramat Gan | 16 septembre 2018 |

### Deuxième tour
| Équipe                   | Équipe                |
| ------------------------ | --------------------- |
| Paris 92                 | Iuventa Michalovce    |
| MKS Lublin               | Zvezda Zvenigorod     |
| Viborg HK                | BNTU Minsk            |
| TuS Metzingen            | SPONO Eagles          |
| Mecalia Atlético Guardes | Fredrikstad Ballklubb |
| Höörs HK H 65            | DHC Slavia Prague     |
| Kastamonu Belediyesi GSK | Váci NKSE             |

| Équipe                   | Équipe                 |
| ------------------------ | ---------------------- |
| Hypo Niederösterreich    | Herning-Ikast Håndbold |
| Nykøbing Falster HK      | ES Besançon            |
| Nantes Atlantique        | Borussia Dortmund      |
| Buxtehuder SV            | Dunaújvárosi KKA       |
| Siófok KC                | Storhamar Håndball     |
| Byåsen Trondheim         | HC Zalău               |
| SC Magura                | SCM Râmnicu Vâlcea     |
| Astrakhanochka Astrakhan | Kouban Krasnodar       |

| Équipe        | Titre                            |
| ------------- | -------------------------------- |
| Jomi Salerno  | 4e du tournoi de qualification 1 |
| Muratpaşa BSK | 4e du tournoi de qualification 2 |

| Date Aller      | Club                     | Aller   | Total    | Retour  | Club                     | Date Retour     |
| --------------- | ------------------------ | ------- | -------- | ------- | ------------------------ | --------------- |
| 13 octobre 2018 | Váci NKSE                | 22 – 35 | 48 – 67  | 26 – 32 | Siófok KC                | 20 octobre 2018 |
| 14 octobre 2018 | Iuventa Michalovce       | 26 – 29 | 48 – 59  | 22 – 29 | Nykøbing Falster HK      | 21 octobre 2018 |
| 12 octobre 2018 | DHC Slavia Prague        | 25 – 28 | 45 – 57  | 20 – 29 | SC Magura                | 14 octobre 2018 |
| 20 octobre 2018 | Kouban Krasnodar         | 29 – 22 | 54 – 42  | 25 – 20 | BNTU Minsk               | 21 octobre 2018 |
| 14 octobre 2018 | Jomi Salerno             | 22 – 32 | 47 – 67  | 25 – 35 | Zvezda Zvenigorod        | 20 octobre 2018 |
| 13 octobre 2018 | Höörs HK H 65            | 31 – 25 | 62 – 51  | 31 – 26 | Muratpaşa BSK            | 21 octobre 2018 |
| 14 octobre 2018 | Nantes Atlantique        | 31 – 26 | 49 – 49* | 18 – 23 | Paris 92                 | 21 octobre 2018 |
| 13 octobre 2018 | SPONO Eagles             | 21 – 35 | 35 – 78  | 14 – 43 | Dunaújvárosi KKA         | 20 octobre 2018 |
| 14 octobre 2018 | Astrakhanochka Astrakhan | 27 – 28 | 53 – 64  | 26 – 38 | TuS Metzingen            | 20 octobre 2018 |
| 14 octobre 2018 | SCM Râmnicu Vâlcea       | 35 – 26 | 55 – 47  | 20 – 21 | Kastamonu Belediyesi GSK | 21 octobre 2018 |
| 13 octobre 2018 | Viborg HK                | 27 – 24 | 59 – 49  | 32 – 25 | Buxtehuder SV            | 20 octobre 2018 |
| 13 octobre 2018 | Herning-Ikast Håndbold   | 31 – 19 | 52 – 45  | 21 – 26 | MKS Lublin               | 19 octobre 2018 |
| 14 octobre 2018 | ES Besançon              | 31 – 23 | 53 – 49  | 22 – 26 | Fredrikstad Ballklubb    | 21 octobre 2018 |
| 13 octobre 2018 | Hypo Niederösterreich    | 22 – 20 | 44 – 48  | 22 – 28 | Mecalia Atlético Guardes | 21 octobre 2018 |
| 13 octobre 2018 | Storhamar Håndball       | 29 – 20 | 51 – 34  | 22 – 14 | Byåsen Trondheim         | 21 octobre 2018 |
| 13 octobre 2018 | HC Zalău                 | 25 – 25 | 45 – 49  | 20 – 24 | Borussia Dortmund        | 21 octobre 2018 |

* Le Paris 92 est  qualifié aux dépens du Nantes Atlantique selon la règle du nombre de buts marqués à l'extérieur.

### Troisième tour

#### Équipes qualifiées
| Équipe                 | Équipe                   |
| ---------------------- | ------------------------ |
| Herning-Ikast Håndbold | Nykøbing Falster HK      |
| Viborg HK              | Mecalia Atlético Guardes |
| ES Besançon            | Paris 92                 |
| Siófok KC              | Dunaújvárosi KKA         |
| Borussia Dortmund      | TuS Metzingen            |
| SC Magura              | SCM Râmnicu Vâlcea       |
| Kouban Krasnodar       | Zvezda Zvenigorod        |
| Storhamar Håndball     | Höörs HK H 65            |

| Équipe         | Équipe       |
| -------------- | ------------ |
| DHK Banik Most | Team Esbjerg |
| Érdi VSE       | HC Lada      |

| Équipe        | Titre                            |
| ------------- | -------------------------------- |
| MKS Lublin    | 2e du tournoi de qualification 1 |
| Bera Bera     | 3e du tournoi de qualification 1 |
| SCM Craiova   | 2e du tournoi de qualification 2 |
| ŽORK Jagodina | 3e du tournoi de qualification 2 |

#### Résultats
| Date Aller       | Club                   | Aller   | Total   | Retour  | Club                     | Date Retour      |
| ---------------- | ---------------------- | ------- | ------- | ------- | ------------------------ | ---------------- |
| 10 novembre 2018 | Viborg HK              | 31 – 16 | 57 – 27 | 26 – 11 | ŽORK Jagodina            | 17 novembre 2018 |
| 10 novembre 2018 | Kouban Krasnodar       | 26 – 27 | 59 – 58 | 33 – 31 | Mecalia Atlético Guardes | 18 novembre 2018 |
| 10 novembre 2018 | Team Esbjerg           | 29 – 28 | 60 – 53 | 31 – 25 | Paris 92                 | 18 novembre 2018 |
| 10 novembre 2018 | HC Lada                | 30 – 26 | 56 – 63 | 26 – 37 | Siófok KC                | 18 novembre 2018 |
| 10 novembre 2018 | Borussia Dortmund      | 17 – 19 | 35 – 38 | 18 – 19 | SCM Craiova              | 18 novembre 2018 |
| 11 novembre 2018 | DHK Banik Most         | 19 – 28 | 43 – 63 | 24 – 35 | TuS Metzingen            | 17 novembre 2018 |
| 10 novembre 2018 | MKS Lublin             | 22 – 22 | 50 – 53 | 28 – 31 | ES Besançon              | 17 novembre 2018 |
| 10 novembre 2018 | Herning-Ikast Håndbold | 22 – 16 | 43 – 35 | 21 – 19 | SCM Râmnicu Vâlcea       | 18 novembre 2018 |
| 10 novembre 2018 | Érdi VSE               | 29 – 28 | 56 – 60 | 27 – 32 | Storhamar Håndball       | 18 novembre 2018 |
| 10 novembre 2018 | Dunaújvárosi KKA       | 18 – 26 | 41 – 48 | 23 – 22 | Bera Bera                | 18 novembre 2018 |
| 10 novembre 2018 | Nykøbing Falster HK    | 27 – 24 | 54 – 47 | 27 – 23 | Höörs HK H 65            | 18 novembre 2018 |
| 10 novembre 2018 | Zvezda Zvenigorod      | 29 – 24 | 47 – 50 | 18 – 26 | SC Magura                | 18 novembre 2018 |

## Phase de groupe
| Équipe              | Équipe                 |
| ------------------- | ---------------------- |
| TuS Metzingen       | Herning-Ikast Håndbold |
| Nykøbing Falster HK | Team Esbjerg           |
| Viborg HK           | Bera Bera              |
| ES Besançon         | Siófok KC              |
| Storhamar Håndball  | SCM Craiova            |
| SC Magura           | Kouban Krasnodar       |

| Équipe              | Titre          |
| ------------------- | -------------- |
| Larvik HK           | 4e du Groupe A |
| IK Sävehof          | 4e du Groupe B |
| Podravka Koprivnica | 4e du Groupe C |
| SG BBM Bietigheim   | 4e du Groupe D |

Les deux premières équipes de chaque groupe sont qualifiées pour les quarts de finale.

### Groupe A
|   | Équipe             | Pts | J | G | N | P | Bp  | Bc  | Diff |  | Résultats (dom.\ext.) |       |       |       |       |
| - | ------------------ | --- | - | - | - | - | --- | --- | ---- |  | --------------------- | ----- | ----- | ----- | ----- |
| 1 | Team Esbjerg       | 11  | 6 | 5 | 1 | 0 | 186 | 139 | 47   |  | Team Esbjerg          | 28-27 |       | 25-20 | 41-18 |
| 2 | Storhamar Håndball | 7   | 6 | 3 | 1 | 2 | 156 | 150 | 6    |  | Storhamar Håndball    | 29-28 | 28-28 |       | 28-23 |
| 3 | SG BBM Bietigheim  | 6   | 6 | 3 | 0 | 3 | 173 | 151 | 22   |  | SG BBM Bietigheim     |       | 27-32 | 28-25 | 29-17 |
| 4 | SC Magura          | 0   | 6 | 0 | 0 | 6 | 115 | 190 | -75  |  | SC Magura             | 20-34 | 29-32 | 18-26 |       |

### Groupe B
|   | Équipe                 | Pts | J | G | N | P | Bp  | Bc  | Diff |  | Résultats (dom.\ext.)  |       |       |       |       |
| - | ---------------------- | --- | - | - | - | - | --- | --- | ---- |  | ---------------------- | ----- | ----- | ----- | ----- |
| 1 | Siófok KC              | 12  | 6 | 6 | 0 | 0 | 188 | 139 | 49   |  | Siófok KC              | 34-21 |       | 32-25 | 25-21 |
| 2 | Herning-Ikast Håndbold | 8   | 6 | 4 | 0 | 2 | 164 | 157 | 7    |  | Herning-Ikast Håndbold | 29-22 | 22-34 | 31-28 |       |
| 3 | TuS Metzingen          | 4   | 6 | 2 | 0 | 4 | 162 | 173 | -11  |  | TuS Metzingen          | 29-22 | 26-33 |       | 25-28 |
| 4 | IK Sävehof             | 0   | 6 | 0 | 0 | 6 | 139 | 184 | -45  |  | IK Sävehof             |       | 24-30 | 27-29 | 23-33 |

### Groupe C
|   | Équipe           | Pts | J | G | N | P | Bp  | Bc  | Diff |  | Résultats (dom.\ext.) |       |       |       |       |
| - | ---------------- | --- | - | - | - | - | --- | --- | ---- |  | --------------------- | ----- | ----- | ----- | ----- |
| 1 | Viborg HK        | 12  | 6 | 6 | 0 | 0 | 178 | 155 | 23   |  | Viborg HK             | 26-23 | 35-26 |       | 26-25 |
| 2 | Kouban Krasnodar | 5   | 6 | 2 | 1 | 3 | 161 | 158 | 3    |  | Kouban Krasnodar      | 32-26 | 28-29 | 27-31 |       |
| 3 | ES Besançon      | 4   | 6 | 2 | 0 | 4 | 162 | 172 | -10  |  | ES Besançon           | 32-25 |       | 26-29 | 23-26 |
| 4 | Larvik HK        | 3   | 6 | 1 | 1 | 4 | 154 | 170 | -16  |  | Larvik HK             |       | 29-26 | 28-31 | 23-23 |

### Groupe D
|   | Équipe              | Pts | J | G | N | P | Bp  | Bc  | Diff |  | Résultats (dom.\ext.) |       |       |       |       |
| - | ------------------- | --- | - | - | - | - | --- | --- | ---- |  | --------------------- | ----- | ----- | ----- | ----- |
| 1 | Podravka Koprivnica | 8   | 6 | 4 | 0 | 2 | 160 | 154 | 6    |  | Podravka Koprivnica   |       | 23-18 | 32-29 | 25-28 |
| 2 | Nykøbing Falster HK | 7   | 6 | 3 | 1 | 2 | 151 | 145 | 6    |  | Nykøbing Falster HK   | 24-28 | 20-20 | 31-28 |       |
| 3 | SCM Craiova         | 5   | 6 | 2 | 1 | 3 | 126 | 136 | -10  |  | SCM Craiova           | 23-26 |       | 26-23 | 18-12 |
| 4 | Bera Bera           | 4   | 6 | 2 | 0 | 4 | 170 | 172 | -2   |  | Bera Bera             | 32-26 | 23-21 |       | 28-36 |

## Phase finale
| Équipes             | Équipes          |
| ------------------- | ---------------- |
| Team Esbjerg        | Herning-Ikast HB |
| Nykøbing Falster HK | Viborg HK        |
| Podravka Koprivnica | Siófok KC        |
| Storhamar Håndball  | Kouban Krasnodar |

|  | Quarts de finale    | Quarts de finale    | Quarts de finale    | Quarts de finale    |                  |                  | Demi-finales       | Demi-finales       | Demi-finales       | Demi-finales       |  |  | Finale           | Finale           | Finale           | Finale           |
|  |                     |                     |                     |                     |                  |                  |                    |                    |                    |                    |  |  |                  |                  |                  |                  |
|  | 1er et 10 mars 2019 | 1er et 10 mars 2019 | 1er et 10 mars 2019 | 1er et 10 mars 2019 |                  |                  | 6 et 14 avril 2019 | 6 et 14 avril 2019 | 6 et 14 avril 2019 | 6 et 14 avril 2019 |  |  | 5 et 11 mai 2019 | 5 et 11 mai 2019 | 5 et 11 mai 2019 | 5 et 11 mai 2019 |
|  | 1er et 10 mars 2019 | 1er et 10 mars 2019 | 1er et 10 mars 2019 | 1er et 10 mars 2019 |                  |                  | 6 et 14 avril 2019 | 6 et 14 avril 2019 | 6 et 14 avril 2019 | 6 et 14 avril 2019 |  |  | 5 et 11 mai 2019 | 5 et 11 mai 2019 | 5 et 11 mai 2019 | 5 et 11 mai 2019 |
|  | Herning-Ikast HB    | Herning-Ikast HB    | 34                  | 18                  |                  |                  | 6 et 14 avril 2019 | 6 et 14 avril 2019 | 6 et 14 avril 2019 | 6 et 14 avril 2019 |  |  | 5 et 11 mai 2019 | 5 et 11 mai 2019 | 5 et 11 mai 2019 | 5 et 11 mai 2019 |
|  | Herning-Ikast HB    | Herning-Ikast HB    | 34                  | 18                  |                  |                  | 6 et 14 avril 2019 | 6 et 14 avril 2019 | 6 et 14 avril 2019 | 6 et 14 avril 2019 |  |  | 5 et 11 mai 2019 | 5 et 11 mai 2019 | 5 et 11 mai 2019 | 5 et 11 mai 2019 |
|  | Podravka Koprivnica | Podravka Koprivnica | 26                  | 24                  |                  |                  | 6 et 14 avril 2019 | 6 et 14 avril 2019 | 6 et 14 avril 2019 | 6 et 14 avril 2019 |  |  | 5 et 11 mai 2019 | 5 et 11 mai 2019 | 5 et 11 mai 2019 | 5 et 11 mai 2019 |
|  | Podravka Koprivnica | Podravka Koprivnica | 26                  | 24                  | Herning-Ikast HB | Herning-Ikast HB | 20                 | 16                 |                    |                    |  |  | 5 et 11 mai 2019 | 5 et 11 mai 2019 | 5 et 11 mai 2019 | 5 et 11 mai 2019 |
|  | 3 et 10 mars 2019   |                     |                     |                     | Herning-Ikast HB | Herning-Ikast HB | 20                 | 16                 |                    |                    |  |  | 5 et 11 mai 2019 | 5 et 11 mai 2019 | 5 et 11 mai 2019 | 5 et 11 mai 2019 |
|  |                     |                     | Team Esbjerg        | Team Esbjerg        | 23               | 30               |                    |                    |                    |                    |  |  | 5 et 11 mai 2019 | 5 et 11 mai 2019 | 5 et 11 mai 2019 | 5 et 11 mai 2019 |
|  | Kouban Krasnodar    | Kouban Krasnodar    | Team Esbjerg        | Team Esbjerg        | 23               | 30               | 24                 | 31                 |                    |                    |  |  | 5 et 11 mai 2019 | 5 et 11 mai 2019 | 5 et 11 mai 2019 | 5 et 11 mai 2019 |
|  | Kouban Krasnodar    | Kouban Krasnodar    | 6 et 14 avril 2019  |                     |                  |                  | 24                 | 31                 |                    |                    |  |  | 5 et 11 mai 2019 | 5 et 11 mai 2019 | 5 et 11 mai 2019 | 5 et 11 mai 2019 |
|  | Team Esbjerg        | Team Esbjerg        | 37                  | 37                  |                  |                  |                    |                    |                    |                    |  |  | 5 et 11 mai 2019 | 5 et 11 mai 2019 | 5 et 11 mai 2019 | 5 et 11 mai 2019 |
|  | Team Esbjerg        | Team Esbjerg        | 37                  | 37                  | Team Esbjerg     | Team Esbjerg     | 21                 | 21                 |                    |                    |  |  |                  |                  |                  |                  |
|  | 3 et 10 mars 2019   |                     |                     |                     | Team Esbjerg     | Team Esbjerg     | 21                 | 21                 |                    |                    |  |  |                  |                  |                  |                  |
|  |                     |                     | Siófok KC           | Siófok KC           | 21               | 26               |                    |                    |                    |                    |  |  |                  |                  |                  |                  |
|  | Storhamar Håndball  | Storhamar Håndball  | Siófok KC           | Siófok KC           | 21               | 26               | 24                 | 31                 |                    |                    |  |  |                  |                  |                  |                  |
|  | Storhamar Håndball  | Storhamar Håndball  |                     |                     |                  |                  |                    |                    |                    |                    |  |  |                  |                  |                  |                  |
|  | Siófok KC           | Siófok KC           | 31                  | 32                  |                  |                  |                    |                    |                    |                    |  |  |                  |                  |                  |                  |
|  | Siófok KC           | Siófok KC           | 31                  | 32                  | Siófok KC        | Siófok KC        | 28                 | 25                 |                    |                    |  |  |                  |                  |                  |                  |
|  | 3 et 9 mars 2019    |                     |                     |                     | Siófok KC        | Siófok KC        | 28                 | 25                 |                    |                    |  |  |                  |                  |                  |                  |
|  |                     |                     | Viborg HK           | Viborg HK           | 24               | 27               |                    |                    |                    |                    |  |  |                  |                  |                  |                  |
|  | Nykøbing Falster HK | Nykøbing Falster HK | Viborg HK           | Viborg HK           | 24               | 27               | 20                 | 19                 |                    |                    |  |  |                  |                  |                  |                  |
|  | Nykøbing Falster HK | Nykøbing Falster HK |                     |                     |                  |                  |                    | 19                 |                    |                    |  |  |                  |                  |                  |                  |
|  | Viborg HK           | Viborg HK           | 28                  | 24                  |                  |                  |                    |                    |                    |                    |  |  |                  |                  |                  |                  |
|  | Viborg HK           | Viborg HK           | 28                  | 24                  |                  |                  |                    |                    |                    |                    |  |  |                  |                  |                  |                  |
|  |                     |                     |                     |                     |                  |                  |                    |                    |                    |                    |  |  |                  |                  |                  |                  |

### Quarts de finale
| Date Aller    | Club                | Aller | Total | Retour | Club                | Date Retour  |
| ------------- | ------------------- | ----- | ----- | ------ | ------------------- | ------------ |
| 1er mars 2019 | Herning-Ikast HB    | 34–26 | 52–50 | 18–24  | Podravka Koprivnica | 10 mars 2019 |
| 3 mars 2019   | Kouban Krasnodar    | 24–37 | 55–74 | 31–37  | Team Esbjerg        | 10 mars 2019 |
| 3 mars 2019   | Storhamar Håndball  | 24–31 | 55–63 | 31–32  | Siófok KC           | 10 mars 2019 |
| 3 mars 2019   | Nykøbing Falster HK | 20–28 | 39–52 | 19–24  | Viborg HK           | 9 mars 2019  |

### Demi-finales
| Date Aller   | Club             | Aller | Total | Retour | Club         | Date Retour   |
| ------------ | ---------------- | ----- | ----- | ------ | ------------ | ------------- |
| 6 avril 2019 | Herning-Ikast HB | 20–23 | 36–53 | 16–30  | Team Esbjerg | 14 avril 2019 |
| 6 avril 2019 | Siófok KC        | 28–24 | 53–51 | 25–27  | Viborg HK    | 14 avril 2019 |

### Finale
| Date Aller | Club         | Aller | Total | Retour | Club      | Date Retour |
| ---------- | ------------ | ----- | ----- | ------ | --------- | ----------- |
| 5 mai 2019 | Team Esbjerg | 21–21 | 42–47 | 21–26  | Siófok KC | 11 mai 2019 |

## Les championnes d'Europe
| Championne d'Europe - Coupe d'Europe EHF 2018-2019 Siófok KC 1er titre |

L'effectif du Siófok KC ayant participé à la finale est le suivant :
| Gardiennes de but - 12 Silje Solberg - 16 Denisa Dedu Ailières droites - 08 Simone Böhme - 23 Nelly Such Ailières gauches - 13 Camille Aoustin - 55 Kira Wald Pivots - 06 Asma Elghaoui - 17 Katarina Ježić | Arrières gauches - 22 Gabriela Perianu - 32 Andrea Kobetić - 39 Dorina Barkoczi Demi-centres - 27 Estelle Nze Minko - 71 Tatiana Khmirova Arrières droites - 88 Anđela Janjušević - 99 Mireya González Staff - Entraîneur : Tor Odvar Moen |

## Statistiques

### Buteuses
Les statistiques à l'issue des demi-finales sont :
| Rang | Joueur                | Club                   | Buts |
| ---- | --------------------- | ---------------------- | ---- |
| 1    | Andrea Kobetić        | Siófok KC              | 75   |
| 2    | Helene Gigstad Fauske | Herning-Ikast Håndbold | 70   |
| 3    | Estelle Nze Minko     | Siófok KC              | 65   |
| 4    | Estavana Polman       | Team Esbjerg           | 61   |
| 5    | Betina Riegelhuth     | Storhamar Håndball     | 55   |